# Xã Pontoosuc, Quận Hancock, Illinois
Xã Pontoosuc (tiếng Anh: Pontoosuc Township) là một xã thuộc quận Hancock, tiểu bang Illinois, Hoa Kỳ. Năm 2010, dân số của xã này là 413 người.